# Горный пелтопс
Горный пелтопс (лат. Peltops montanus) — вид птиц из семейства ласточковых сорокопутов. Подвидов не выделяют. Эндемик Новой Гвинеи.

## Описание
Лесной пелтопс достигает длины 20 см и массы от 27 до 36 г. Половой диморфизм не выражен. Характеризуется массивным телосложением, заострёнными крыльями, длинным хвостом, слегка раздвоенным на конце и большой головой с изогнутым книзу клювом. Окраска оперения в основном глянцевого синевато-чёрного цвета, маховые перья и хвост с коричневым оттенком. Заметное белое пятно сбоку головы тянется от затылка до шеи. На спине есть большое белое пятно. Надхвостье и верхние кроющие перья хвоста красные. Бёдра, нижняя часть брюха, подхвостье и нижние кроющие перья хвоста красные. Испод крыльев белого цвета. Радужная оболочка от оранжево-красного до тёмно-красновато-коричневого цвета; клюв и ноги чёрные. Отличается от близкородственного Peltops blainvillii немного большим размером, белое пятно сбоку головы обычно больше и достигает уровня глаз, более крупное и заметное белое пятно на спине. Молодые особи похожи на взрослых, но более тусклые, с меньшим количеством белого цвета на затылке и шее и белыми кончиками верхних кроющих перьев крыльев.

## Вокализация
Песня представляет собой быструю серию из 6—12 мягких нот, произносимых менее чем за одну секунду, слегка понижающуюся по высоте, напоминающую звук, производимый проведением пальцем по зубьям расчески. Иногда раздается хриплое невнятное «wheep», похожее на хрип P. blainvillii; а также повторяющееся свистящее «ti-chew».

## Распространение и места обитания
Горный пелтопс является эндемиком Новой Гвинеи. Встречается по всему острову на высоте от 600 до 3000 м над уровнем моря. Предпочитаемыми местами обитания являются: в нетронутом девственном лесу — массивные деревья, возвышающиеся над кроной другой растительности; лесные прогалины и опушки, берега рек и другие разрежённые участки, включая измененные человеком, такие как дороги и сады.

## Биология
Горный пелтопс питается в основном насекомыми, включая жуков (Coleoptera) и полужесткокрылых (Hemiptera), а также крупными чешуекрылыми (Lepidoptera). Совершает вылазки с открытой присады, расположенной на высоте 15 или более метров над землей, возвращаясь с добычей на то же место или на одно из близлежащих.
Биология размножения практически не исследована. Горный пелтопс гнездится, вероятно, в конце сухого сезона — начале сезона дождей. Гнездо представляет собой небольшую чашечку из веточек и корешков, располагается на высоте 7—35 над землей в горизонтальной развилке на конце внешней ветви. Другой информации нет.